# Martin O'Neill (baron O'Neill de Clackmannan)
Pour les articles homonymes, voir O'Neill.
Martin John O'Neill, baron O'Neill de Clackmannan (né le 6 janvier 1945 et mort le 26 août 2020) est un homme politique écossais.

## Jeunesse et carrière
Il fait ses études à la Trinity Academy (en), à Édimbourg, à l'époque une école publique sélective, puis à l'université Heriot-Watt, où il obtient un Bachelor of Arts en économie. Après avoir quitté l'université, il travaille comme commis aux assurances, puis devient actif dans l'Union écossaise des étudiants, et en est président de 1970 à 1971.
Il épouse Elaine Marjorie Samuel le 21 juillet 1973, et ont deux fils ensemble.

## Carrière parlementaire
Après s'être présenté sans succès à Édimbourg nord en octobre 1974, il est député travailliste entre 1979 et 2005, représentant successivement les sièges Clackmannan et Eastern Stirlingshire, Clackmannan et Ochil. Il est secrétaire de la Défense fantôme et plus tard président du comité restreint du commerce et de l'industrie.
Le 14 juin 2005, il est créé baron O'Neill de Clackmannan, de Clackmannan dans le Clackmannanshire.

## Fin de carrière
Il est un ancien président du Forum stratégique pour la construction (en) et de l'Association de l'industrie nucléaire.
Il est un supporter de longue date du Hibernian FC et est directeur du club pendant quelques années.
Il est un mécène de Humanists UK et reçoit un doctorat honoris causa de l'Université Heriot-Watt en 2011 .
Il est associé honoraire de la National Secular Society.